# Guardato a vista
Guardato a vista è un film del 1981 diretto da Claude Miller, tratto dal romanzo di John Wainwright Brainwash, pubblicato in Italia con il titolo Stato di fermo (Edizioni Paginauno, 2015).

## Trama
È la sera dell'ultimo dell'anno, e Jérôme Martinaud, importante notaio di una cittadina della Normandia, si trova sotto interrogatorio nel commissariato di polizia. A condurre l'interrogatorio è l'ispettore Gallien.
I fatti sono questi: durante una passeggiata, il notaio ha scoperto vicino a un boschetto il corpo di una bambina stuprata e uccisa. Rientrato a casa, l'uomo ha telefonato subito alla polizia. Alcune dichiarazioni rilasciate da Martinaud non convincono però l'ispettore, e su queste ruota l'interrogatorio. Martinaud, da testimone, diventa il principale sospettato, viene messo in stato di fermo e deve rispondere non solo di questo omicidio, ma anche dell'assassinio di un'altra bambina, avvenuto la settimana precedente, con il ritrovamento del cadavere abbandonato sulla spiaggia. Durante l'interrogatorio vengono svelati alcuni retroscena della vita privata del notaio, della difficile convivenza con la moglie, del suo rapporto apparentemente morboso per una bambina, figlia di sua sorella. Chantal, la bella ed elegante moglie di Martinaud, giunge nella notte al commissariato e durante un colloquio con l'ispettore procura a Gallien una prova che sembra inchiodare il marito alle sue responsabilità negli omicidi.
L'intrigo psicologico raggiunge il suo apice quando Martinaud, smentito da Gallien proprio grazie alle rivelazioni di Chantal, confessa a sorpresa entrambi gli omicidi. Ma un evento inatteso ribalta l'intera vicenda: il vero assassino viene arrestato, quasi per caso, quando ancora un'altra bambina morta viene scoperta nel bagagliaio di un'auto rubata e poi ritrovata dalla polizia.
Gallien, rendendosi conto che Jérôme è innocente, lo rilascia senza nemmeno scusarsi. Al momento di salire in macchina, Jérôme trova sua moglie al posto di guida: la donna si è suicidata. L'uomo grida disperato il nome dell'ispettore, che proprio in quel momento sta uscendo dal commissariato.

## Remake
Nel 2000 viene realizzato un remake con Morgan Freeman, Gene Hackman e Monica Bellucci dal titolo Under Suspicion.